# Exposición del Traje Regional e Histórico

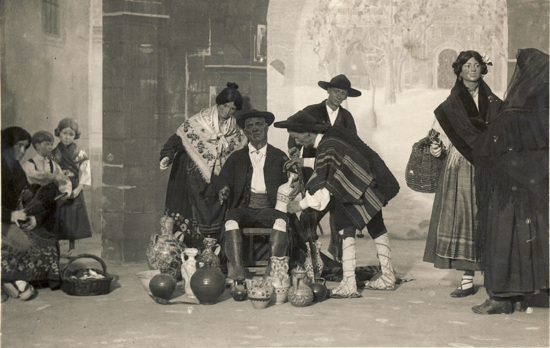
Instalación de la provincia de Jaén

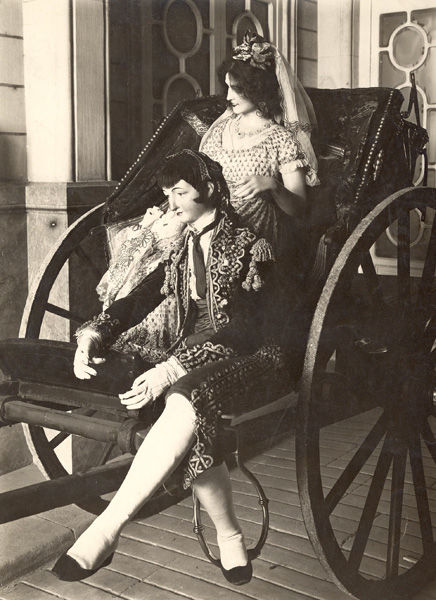
Instalación de la provincia de Madrid

La Exposición del Traje Regional e Histórico fue una exposición celebrada en Madrid en 1925.

## Historia
La iniciativa surgió por voluntad de Trinidad von Scholtz Hermensdorff. Su organización corrió a cargo de un comité del cual formaban parte intelectuales y nobles de la época. Su director técnico fue Luis de Hoyos Sainz y para su ambientación se contó con el trabajo de varios artistas como Daniel Vázquez Díaz, Mariano Benlliure, Fernando Álvarez de Sotomayor, José Planes, Manuel Benedito y Mariano Fortuny y Madrazo.
La sede fue el Palacio de Biblioteca y Museos Nacionales, del cual la exposición ocupó un patio y tres salones. Gracias al trabajo de los distintos comités provinciales y a donaciones particulares, se reunió una colección de 348 trajes regionales y de época, 3914 prendas, 668 fotografías y 237 acuarelas. El objetivo era dar a conocer, en un momento en el que el turismo era cada vez más popular, el patrimonio cultural español, en este caso el traje regional y la indumentaria histórica de las distintas regiones.
En su inauguración, el Conde de Romanones indicó la posibilidad de convertir esa exposición temporal en un museo permanente y así, en 1927, se creó una Junta de Patronato que se hizo cargo de los fondos de la Exposición, naciendo así el Museo del Traje Regional e Histórico.